# Psammogorgia schoedei
Psammogorgia schoedei är en korallart som beskrevs av Kükenthal 1919. Psammogorgia schoedei ingår i släktet Psammogorgia och familjen Plexauridae. Inga underarter finns listade i Catalogue of Life.